# Осака (префектура)
Оса̀ка (също О̀сака, на японски: 大阪府, по английската Система на Хепбърн Ōsaka-fu, Осака-фу) е една от 47-те префектури на Япония. Град Осака е административен център на префектурата. Префектура Осака е с население от 8 815 757 жители (2-ра по население към 1 октомври 2000 г.) и е с обща площ от 1892,86 km² (46-а по площ). Създадена е през 1868 г. В префектурата има 33 града. Известни компании като Panasonic, Daihatsu, Mitsubishi, Sharp и други имат централни офиси в тази префектура.